# Stropharia aeruginosa
Stropharia aeruginosa es un hongo basidiomiceto del género Stropharia, de la familia Strophariaceae.

## Características
La forma del sombrero (píleo) es convexo aplanado y deprimido en el centro cuando esta maduro, puede medir hasta 8 centímetros de diámetro, es muy pegajoso, su color es verde azulado, con pintas blanquecinas en forma de escamas,  que pierden el color con la maduración, convirtiéndose en un amarillo ocre, el estipe es cilíndrico, de color blanquecino y puede medir una altura de 10 centímetros y su ancho puede alcanzar los 1,5 centímetros.
Crece las zonas húmedas de los bosques de pinos en Europa, Gran Bretaña y América del Norte.

## Comestibilidad
Stropharia aeruginosa es un hongo no comestible.